# Manuel Rodrigues Carvalho

Manuel Rodrigues de Carvalho.

Manuel Rodrigues de Carvalho (Oeiras, 22 de Março de 1929 — Lisboa, 8 de Setembro de 1999) foi um oficial do Exército Português, licenciado em Farmácia, que exerceu as funções de Ministro da Educação e Cultura de 4 de Dezembro de 1974 a 26 de Março de 1975 integrado no III Governo Provisório presidido pelo Primeiro-Ministro Vasco Gonçalves.

## Biografia
Depois de frequentar o Colégio Militar ingressou na Academia Militar onde concluiu o curso de formação de oficiais de Artilharia. Durante a sua carreira militar, que terminou no posto de tenente-coronel com passagem à reserva em outubro de 1972, prestou serviço militar em Angola e na Guiné Portuguesa durante a Guerra Colonial Portuguesa.
Matriculou-se no curso de Farmácia da Faculdade de Farmácia do Porto, curso que concluiu quando já era major do Exército. Com esse curso, após a passagem à reserva, exerceu de novembro de 1972 a julho de 1973 as funções de assistente eventual no Sector de Tecnologia Farmacêutica da Faculdade de Farmácia de Lisboa.
Integrou o III Governo Provisório no período de 3 de Dezembro de 1974 a 26 de Março de 1975, no cargo de Ministro da Educação e Cultura.